# Proces Fischer-Tropsch
Procesul Fischer-Tropsch este un procedeu industrial de obținere a hidrocarburilor combustibile din monoxid de carbon și hidrogen. Reacții chimice care au loc sunt realizate în prezența unui catalizator metalic, și se realizează de obicei la o temperatură de 150-300 °C și la o presiune de câteva mii de atmosfere. Procesul a fost dezvoltat pentru prima dată în anul 1925, de către Franz Fischer și Hans Tropsch  de la Kaiser-Wilhelm-Institut für Kohlenforschung din Mülheim an der Ruhr, Germania.
Procesul Fischer-Tropsch are o mare importanță în producerea de hidrocarburi lichide. Monoxidul de carbon și hidrogenul, materia primă pentru acest procedeu, sunt obținute la rândul lor din cărbune, gaze naturale sau biomasă, în urma unui proces cunoscut sub numele de gazeificare. În urma procesului Fischer-Tropsch, acești compuși gazoși sunt transformați în ulei sintetic sau combustibil sintetic.